# 매스웍스
매스웍스(MathWorks)는 수학 컴퓨팅 소프트웨어를 전문으로 하는 미국의 사기업이다. 주요 제품으로는 매트랩, 시뮬링크가 있으며 데이터 분석과 시뮬레이션을 지원한다.

## 역사
이 기업의 주요 제품 매트랩은 1970년대에 클리브 몰러가 개발하였다. 몰러는 당시 뉴멕시코 대학교의 컴퓨터 과학부의 부장이었다. 매트랩은 학업을 위한 무료 도구였다. 매스웍스라는 기업을 설립한 잭 리틀은 스탠퍼드 대학교의 전기공학의 대학원생이었던 시절 이 도구를 접했다.
리틀과 스티브 뱅거트는 엔지니어링 기업에서 동료였던 시기에 매트랩을 C 언어로 코드를 재개발했다. 이들은 1984년 몰러와 함께 매스웍스라는 기업을 세웠다.